# 湯殿山神社
湯殿山神社（ゆどのさんじんじゃ）は、山形県鶴岡市田麦俣の湯殿山山腹に鎮座する神社。旧社格は国幣小社、現在は別表神社。

## 概要

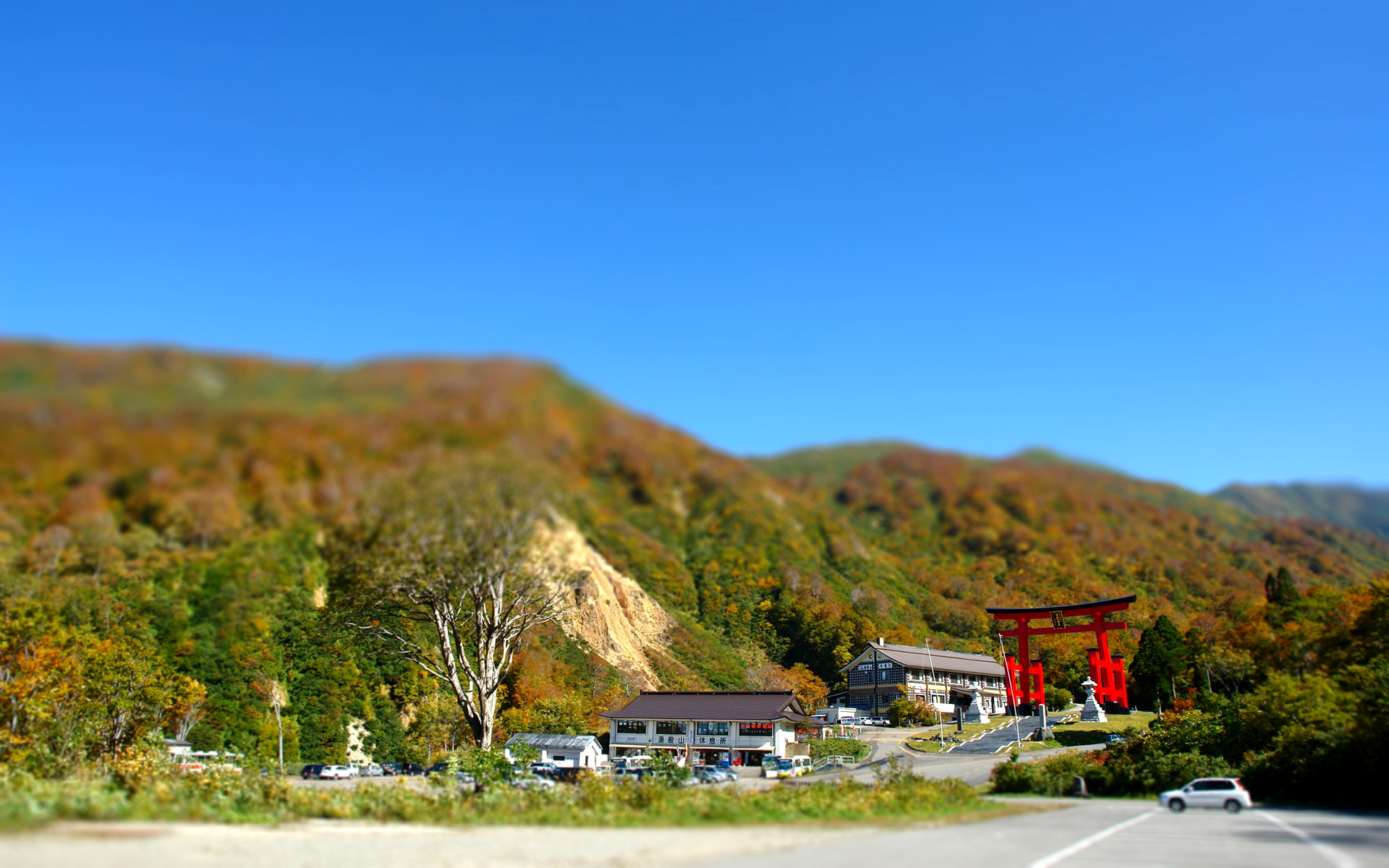
登山口遠景

湯殿山神社は、山形県庄内地方にひろがる出羽三山（月山・羽黒山・湯殿山）のうちの、湯殿山の中腹にある。湯殿山は月山に連なるものであり、湯殿山神社は、月山から尾根を西に8km下りた地点にあり、また、月山より流れる梵字川沿いにある。古来から修験道を中心とした山岳信仰の場として、現在も多くの修験者、参拝者を集めている。
湯殿山神社は、本殿や社殿がない点に大きな特徴があるが、もともと湯殿山は山岳信仰の対象であり、山自体に神が鎮まるものとして、人工的な信仰の場をつくることは禁じられてきたという。
明治以前、三山において神仏習合の信仰が盛んだったころ、羽黒山は観音菩薩（現在）、月山は阿弥陀如来（過去）、そして、当時三山のうちに含まれていた葉山や薬師岳は薬師如来（未来）とされた。一方、湯殿山は「三山」というよりもそれらを超えた別格のものとして、大日如来とされていた。
こうして、出羽三山においては、観音菩薩・阿弥陀如来・薬師如来の導きにより現在・過去・未来の三関を乗り越え、大日如来の境地に至って、即身成仏を達成するという「三関三渡」の修行が行われることとなった。この修行においては、裸足で御神体（湯殿山）に登拝することが、大日如来と一体になる行為とされ、非常に尊ばれた。また、村山地方においては、現世利益の神として病気平癒や水利、先祖供養として参拝し、15歳になると「御山参り」と称して詣でた。江戸時代、これらは講と呼ばれ、出羽国をはじめとして新潟や関東からも参拝に訪れ、講中が参拝を記念して供養塔（湯殿山碑）を建立した。
古来、湯殿山については一切口外しない「問わず語らず」が慣わしとされ、現在も御神体などの写真は厳禁とされる。元禄2年6月（1689年7月）に、月山に登り、湯殿山を訪れた俳聖 松尾芭蕉も、「語られぬ 湯殿にぬらす 袂かな」の句を残した。また、湯殿山神社の本宮では、参拝の際に裸足になり、祓を受けなければならず、俗世と隔離された神域として認識されていることがうかがわれる。
近代社格制度においては、昭和7年8月31日に国幣小社へ列格した。戦後は神社本庁の別表神社に指定されている。

## 祭神
- 大山祇神
- 大己貴命
- 少彦名命

## 境内

### 湯殿山神社
- 御神体（古来より「問うな語るな」と伝えられているためこの項では『不明』とする）
- 札所
- 禊場（ここで下足し、紙人形にて禊をする。この過程を経ないと神社には入れない）

※湯殿山神社には、他の神社にはある、本殿、拝殿は存在しない。

#### 湯殿山神社参籠所
- 大鳥居
- 売店・食堂
- 参籠所（社務所）

### 御滝神社
湯殿山神社の奥には、流れ落ちる滝を御神体とする御滝神社が存在する。かつては不動尊として、現在は瀬織津姫神として、この滝への参拝が行われている。ここには、真夏でも非常に冷たい雪解け水が流れる中、滝行をする行者が多い。
なお、この滝からの流れが神橋に至る途中の両岸に存在する13の末社を巡拝することを「お沢駆け」という。

## アクセス
車の場合
国道112号月山道路、もしくは旧道である六十里越街道から湯殿山有料道路に入り、終点。神社へは自家用車乗り入れ禁止であるため、湯殿山神社参籠所駐車場に車を止めて参詣用シャトルバスもしくは徒歩で湯殿山神社へ。
バスの場合
鶴岡駅からあさひ交通バスで湯殿山終点下車。参詣用シャトルバスへの乗り換えもしくは徒歩で湯殿山神社へ。
徒歩の場合
月山山頂から登山道がある。徒歩で2時間程度。